# A Seychelle-szigetek címere
A Seychelle-szigetek címere egy pajzsot ábrázol, melyen egy zöld területen egy teknős és egy kókuszpálma látható. A háttérben kék tenger látható két szigettel és egy vitorlással. A pajzs felett egy ezüst sisak van, melyen, fehér és kék színű hullámok előtt, egy trópusimadár látható. A pajzsot kétoldalt egy-egy fehér kardhal tartja, alul sárga szalagon az ország mottója olvasható: „Finis Coronat Opus” (Az eredmény koronázza meg a művet).